# Atheta trinotata
Atheta trinotata är en skalbaggsart som först beskrevs av Ernst Gustav Kraatz 1856.  Atheta trinotata ingår i släktet Atheta, och familjen kortvingar. Arten är reproducerande i Sverige.